# Pieve di San Giovanni Evangelista a Montecuccoli in Valdibure

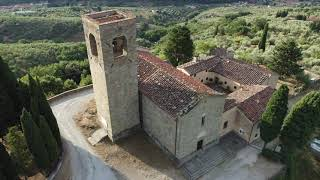
La Pieve vista dal drone

La pieve di San Giovanni Evangelista a Montecuccoli in Valdibure si trova in una frazione di Pistoia.
È la chiesa più importante della zona sopravvissuta fino ad oggi, e rivela tuttora chiaramente la sua funzione di cittadella fortificata, capo di un ampio plebato. Le forme architettoniche, di un romanico saldo ed essenziale ma non povero, sono particolarmente apprezzabili dal lato dell'abside e del campanile, essendo l'interno in parte rimaneggiato in epoche successive.
La chiesa conserva opere di Giovan Battista Volponi detto lo Scalabrino, cui si devono gli affreschi che decorano il semicerchio del coro con Storie di San Giovanni Evangelista, di Francesco di Alessandro Leoncini che dipinse nel 1640 il Battesimo di Cristo sopra il fonte battesimale, e di Pietro Marchesini autore del Cristo Crocifisso con Santa Margherita da Cortona.

## Storia

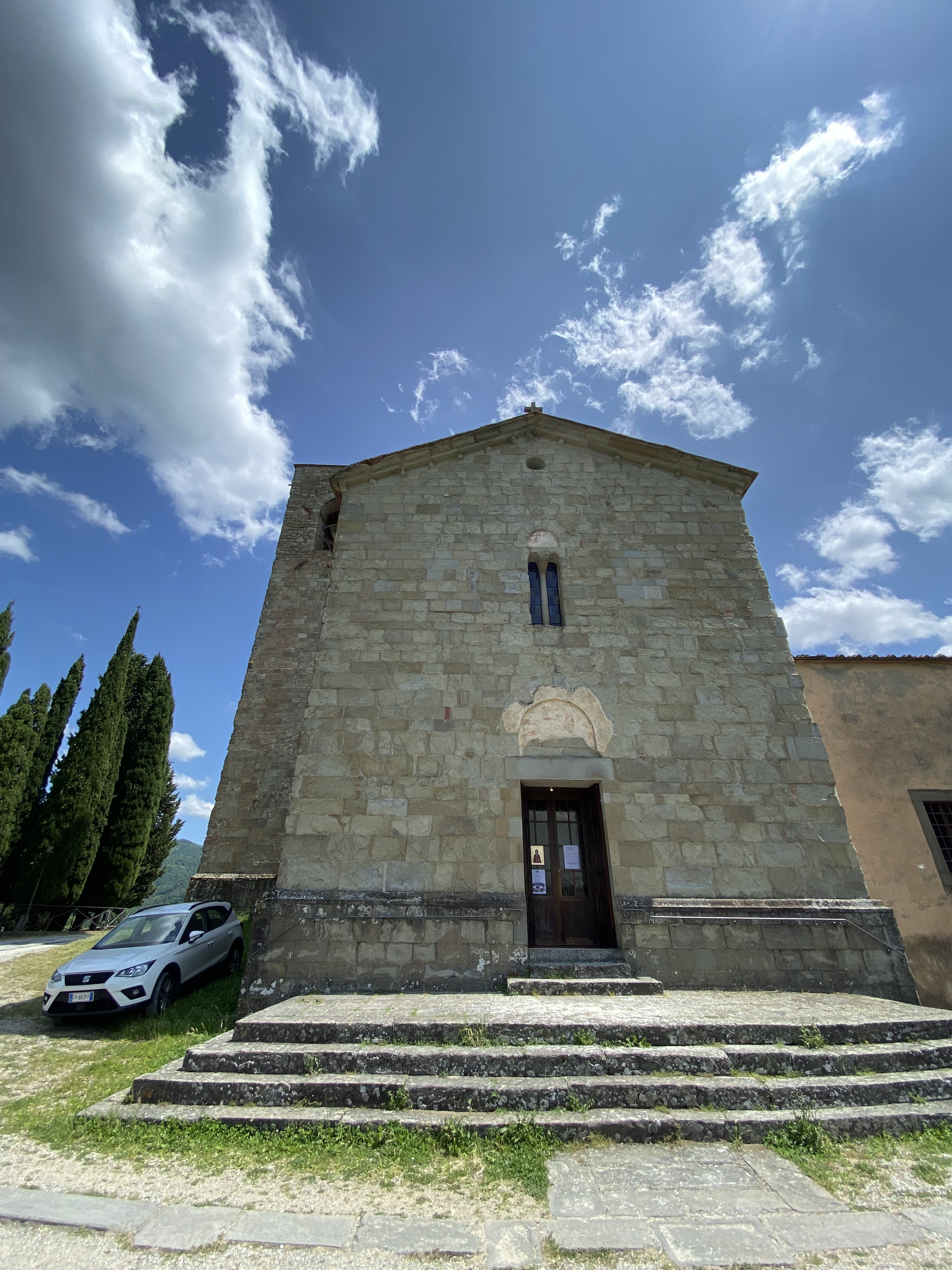
La facciata della Pieve

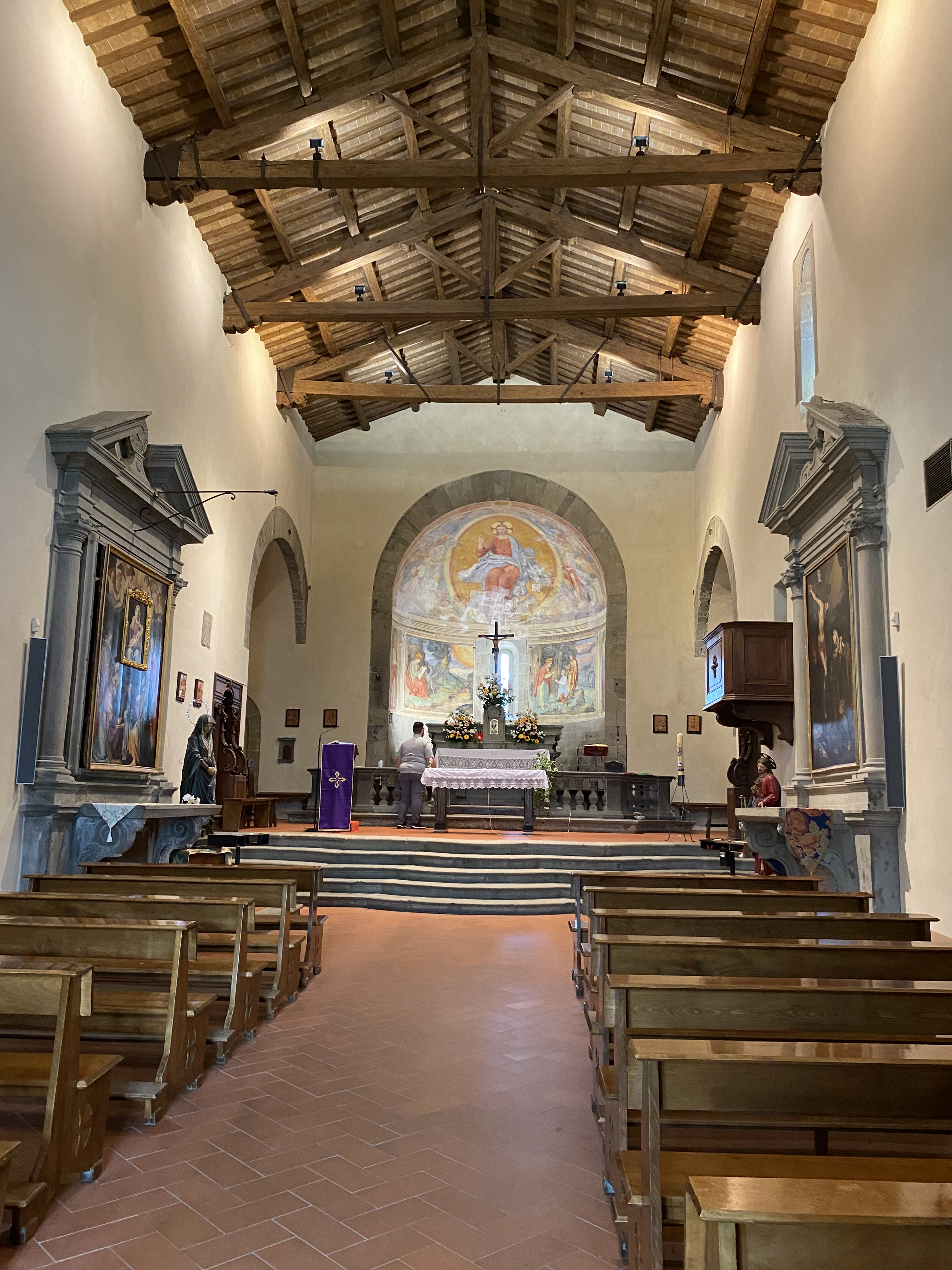
L'abside affrescata della Pieve

Dedicata originariamente a San Giovanni Battista e a San Giovanni Evangelista dal 1541, sorge su un'altura a controllo della valle del torrente Bure lungo la quale un antico itinerario valicava l'Appennino tosco-emiliano in direzione di Bologna. Questo itinerario assunse notevole importanza in epoca longobarda perché da qui potevano arrivare gli attacchi alla Tuscia Longobarda da parte dei Bizantini che controllavano il territorio bolognese. In epoca antica era conosciuta come pieve di Montecuccoli, dal nome del colle sul quale è edificata, che sull'itinerario doveva rappresentare il punto di congiunzione di diverse varianti di valle. Probabilmente fino a tutto il secolo X la pieve fu direttamente soggetta alla cattedrale di Pistoia ma dovette esserci anche un legame con la Badia a Taona. Secondo una leggenda popolare la pieve di Montecuccoli sarebbe stata fatta edificare dalla duchessa Matilde di Toscana che ebbe un cellarium in Pistoia, che per un certo periodo ebbe come confessore un certo Giovanni abate della Badia a Taona e trascorse talvolta l'estate a Pratum Episcopi, l'attuale Spedaletto. Secondo gli studiosi la chiesa, o parte di essa, sarebbe anteriore. Il basamento del campanile è chiaramente preesistente al corpo della chiesa e sembra essere appartenuto a un fortilizio. Del resto le mura di cinta ancora conservate attestano la caratteristica di chiesa fortificata e fu più volte luogo di ritrovo o di concentramento di truppe.
Tra XVI e XVIII secolo fu affrescata l'abside e nello stesso secolo il soffitto a capriate fu coperto da cassettoni, i muri furono coperti da intonaco e furono aggiunti una varia ornamentiazione, rimossa nell'ultimo restauro. All'inizio del XVII secolo fu demolito il pulpito, ora parzialmente ricomposto sotto il portico che si trova nel cortile della canonica. 

## Descrizione
L'edificio attuale, documentato per la prima volta nella Bolla del 21 maggio 1287 del papa Urbano III, è tipico del romanico pistoiese, con orditura muraria in conci di pietra a filaretto senza decorazione e con un solo portale sulla facciata. 
L'interno, coperto da tetto a capriate lignee in vista, ha transetto e zona presbiteriale nettamente rialzati, forse per la necessità di seguire l'andamento del terreno. Come le chiese di montagna non ha finestre sul lato nord e ha strette monofore sul lato sud al quale è addossata la casa canonicale attorno a una corte quadrangolare con massiccio arco di ingresso. Dopo i restauri che si sono succeduti, volti come spesso a ripristinare l'antico, supposto aspetto originario della chiesa, sono rimasti in chiesa gli altari, i gradini ondulati del presbiterio e la balaustra del XVIII secolo.
Nella navata sono due altari laterali: quello di sinistra reca una tela di Andrea Commodi con Santi in adorazione della Madonna col Bambino rappresentata in un quadretto; in quello a destra è una tela con il Crocifisso che appare a Santa Margherita da Cortona di Pietro Marchesini.
L'abside, con una sola finestrella centrale, presenta affreschi tardo cinquecenteschi ritrovati durante i restauri del 1974: in alto è stato rimesso in luce un Cristo Pantocrator mentre nella zona inferiore sono le Storie di San Giovanni Evangelista. La decorazione è stata attribuita a Pietro Volponi (1541 - 1615), figlio di Giovan Battista, detto lo Scalabrino.